# Massimiliano Vieri
Massimiliano "Max" Vieri (Sidney, Nueva Gales del Sur, 1 de septiembre de 1978) es un exfutbolista italiano que se nacionalizó australiano. Jugaba en la posición de delantero. Representó a Australia a nivel internacional.

## Trayectoria
Formado en la cantera del Prato, fue reclutado por la Juventus en 1996. Nunca pudo afianzarse en ese club, por lo que fue cedido a varios equipos de Serie C y Serie B hasta que en 2003 el Napoli -que también militaba en la Serie B- adquirió su pase.
Tras el colapso del club napolitano en julio de 2004 se unió al Ternana, otro militante de la Serie B. Ese periodo sería el más productivo de la carrera de Vieri. Luego de un año en el club umbro, jugaría su último semestre en la segunda división italiana con los colores de la Triestina, siendo transferido en enero de 2006 al Arezzo.
Los últimos años de su carrera transcurrieron entre equipos de ligas menores, retirándose en 2012 en la Lega Pro Prima Divisione mientras jugaba para el Prato. 
En 2013 volvió brevemente a la actividad para jugar con el Weymouth Wales de la Primera División de Barbados.
Posteriormente Vieri trabajó como entrenador de los equipos juveniles del Empoli y de la Fiorentina. 

### Clubes
| Club           | País     | Año         |
| -------------- | -------- | ----------- |
| Prato          | Italia   | 1997 - 1998 |
| Fano           | Italia   | 1998 - 1999 |
| Brescello      | Italia   | 1999 - 2000 |
| Ancona         | Italia   | 2000 - 2002 |
| Hellas Verona  | Italia   | 2002 - 2003 |
| Napoli         | Italia   | 2003 - 2004 |
| Ternana        | Italia   | 2004 - 2005 |
| Triestina      | Italia   | 2005 - 2006 |
| Arezzo         | Italia   | 2006        |
| Novara         | Italia   | 2006 - 2007 |
| Lecco          | Italia   | 2007 - 2008 |
| Prato          | Italia   | 2008 - 2012 |
| Weymouth Wales | Barbados | 2013        |

## Selección nacional
Siendo hijo de un padre italiano y de una madre francesa, y habiendo nacido circunstancialmente en Australia, Vieri era elegible para integrar los seleccionados de Italia, Francia y Australia. Sin embargo los europeos nunca lo convocaron, mientras que los oceánicos si lo hicieron en 2004. A causa de ello Vieri disputó la Copa de las Naciones de la OFC 2004 y unos partidos amistosos contra Turquía y Sudáfrica.

## Vida privada
Massimiliano Vieri es hijo de Roberto Vieri y hermano de Christian Vieri, ambos también exjugadores profesionales de fútbol.